# Мирамар (Флорида)
Мирамар (енгл. Miramar) град је у америчкој савезној држави Флорида. По попису становништва из 2010. у њему је живело 122.041 становника.

## Демографија
Према попису становништва из 2010. у граду је живело 122.041 становника, што је 49.302 (67,8%) становника више него 2000. године.
|                   | 2010.            | 2000.           |
| Укупно            | 122 041 (100,0%) | 72 739 (100,0%) |
| Афроамериканци    | 55 781 (45,71%)  | 31 498 (43,30%) |
| Хиспаноамериканци | 45 039 (36,90%)  | 21 374 (29,38%) |
| Белци             | 14 152 (11,60%)  | 15 716 (21,61%) |
| Азијати           | 6 383 (5,230%)   | 2 202 (3,027%)  |
| Остали            | 686 (0,562%)     | 1 949 (2,679%)  |